# Tratado de Canfranc
El Tratado o Paz de Canfranc fue firmado en esta población aragonesa el 29 de octubre de 1288 entre los reyes Alfonso III de Aragón y Eduardo I de Inglaterra, con la aprobación del príncipe Carlos II de Nápoles, este acuerdo pretendía poner fin de forma pacífica al conflicto entre la Casa de Anjou y la Casa de Aragón en el Mediterráneo, originado por la revuelta de las vísperas sicilianas.
Este tratado de "Paz" parecido al Pacto de Olorón, supuso la definitiva liberación de Carlos II de Anjou en la villa pirenaica de Canfranc, lugar escogido por ambos reyes al ser puesto fronterizo del Reino de Aragón y estar bien comunicado con los dominios ingleses en Aquitania, tras un primer mes de conversaciones entre diplomáticos ingleses y aragoneses en la localidad, el 29 de octubre (algunos consideran que ocurrió el día 26) de 1288 se celebró una importante conferencia entre los reyes Alfonso III de Aragón y Eduardo I de Inglaterra (conocida posteriormente como "las vistas de Canfranc") donde acordaron mutuamente las condiciones de liberación del cautivo Carlos II, así como las sanciones que se le debían imponer, el monarca inglés acudió en calidad de mediador y consejero del aragonés, pues ambos se tenían gran respeto, compartiendo un trato bastante cordial, Eduardo I siempre mostró especial interés por zanjar la disputa y acercar posiciones entre Aragón y Francia, ya que además de ser dos de los reinos más poderosos de Europa, también gozaba de buenas relaciones con ambas potencias. A pesar de los ambiciosos esfuerzos de ingleses y aragoneses por poner fin al conflicto siciliano, el tratado de Canfranc fracasaría en su principal cometido, debido a que una vez acabadas las conversaciones y puesto en libertad Carlos II, las condiciones acordadas en el tratado no fueron respetadas por este, tampoco fue ratificado ni por la Santa Sede ni por el Reino de Francia, dando inicio a una nueva etapa de la guerra de Sicilia
Carlos II se comprometía a renunciar al trono de Sicilia en favor del rey de Aragón, la primera condición impuesta por los reyes para permitir su liberación era que el cautivo debía entregar a sus hijos Luis y Roberto como rehenes al aragonés, además prometió respetar la tregua de 2 años con Aragón acordada un año antes en Olorón, y a pagar una multa de 28 000 marcos de plata, está importante suma le sería devuelta en el caso de que el tratado se considerase cumplido, en caso de incumplir las cláusulas volvería a ser hecho prisionero.
El cronista aragonés Jerónimo Zurita recoge el evento en las "Gestas de los Reyes de Aragón": Los reyes de Inglaterra y de Aragón se reúnen junto al poblado de Canfranc. Señalaron este punto para la conversación de los dos, como intermedio en las mismas cumbres del Pirineo y se conduce también allí al príncipe de Salerno (...) Carlos asiste a las conversaciones en que se trata delante de los reyes de las condiciones de su liberación (...) Entregados los hijos Luis y Roberto como rehenes y prendas de paz, los treinta y seis próceres y los cuarenta ciudadanos de Inglaterra puestos bajo guardia, que el rey de Aragón exigía como garantía, el príncipe es puesto en libertad (...).
Muy probablemente, la firma de este tratado supuso que en septiembre de 1366, en el marco de la guerra de los Cien Años y la guerra de los Dos Pedros, la villa y el castillo de Canfranc fuesen atacados por compañías navarras e inglesas que habían invadido previamente la Jacetania por la Canal de Berdún, saqueando y destruyendo parcialmente la localidad.